# Zmaj 'ma mlade
Zmaj 'ma mlade je poletni kulturni festival, ki ga vsako leto v mesecu avgustu v Postojni organizira Zveza društev Mladinski center Postojna, pod pokroviteljstvom občine Postojna in domačega kluba študentov. Festival je kolaž različnih kulturnih dogodkov, ki s kakovostnimi prireditvami skuša izboljšati kulturno ponudbo mesta poleti.

## Prireditve
Prireditve na festivalu so večinoma brezplačne. Odvijajo se na različnih prizoriščih v Postojni, glavni oder pa je postavljen v samo središče mesta na Rdečem trgu. Festival je sestavljen iz tematskih dni: torki so namenjeni šovom, srede etno in jazz glasbi, četrtki so rezervirani za gledališke predstave, petki za starejšo populacijo, sobote za pop in rock koncerte, nedelje za šport in ostalo. Vsako sobotno popoldne se izvajajo tudi otroške delavnice, po njih pa so prirejene predstave za otroke.